# Gladiovalva badidorsella
Gladiovalva badidorsella är en fjärilsart som beskrevs av Hans Rebel 1935. Gladiovalva badidorsella ingår i släktet Gladiovalva och familjen stävmalar. Inga underarter finns listade i Catalogue of Life.